# إنسياد
إنسياد المعهد الأوربي لإدارة الأعمال هو معهد فرنسي للدراسات العليا في إدارة الأعمال وله ثلاثة مقرات رئيسية: بأوروبا (في فونتينبلو، فرنسا) وفي آسيا (سنغافورة) والشرق الأوسط (أبو ظبي). يقدم المعهد ماجستير في إدارة الأعمال (MBA) بدوام كامل وبرنامج ماجستير إدارة الأعمال التنفيذي (EMBA) وبرنامج الماجستير في المالية وبرنامج الدكتوراه في الإدارة ومجموعة متنوعة من برامج التعليم التنفيذي. وهو معترف به لبرنامج ماجستير إدارة الأعمال، حيث احتل المرتبة الأولى في أوروبا ومن بين الأولى في العالم حسب فاينانشيال تايمز، إلى جانب البرامج التي تقدمها كلية هارفارد للأعمال، وكلية ستانفورد جرودويت للأعمال، وكلية وارتون بجامعة بنسلفانيا.
تشتهر INSEAD دوليًا وتنوعها. لا تقبل المدرسة أكثر من 12% من الطلاب من نفس الجنسية، ويجب على الطلاب التحدث بثلاث لغات للتخرج. وقد أنتج برنامج ماجستير إدارة الأعمال في INSEAD ثاني أكبر عدد من الرؤساء التنفيذيين في أكبر 500 شركة في العالم، بعد كلية هارفارد للأعمال فقط. INSEAD هي من بين أفضل 20 جامعة على مستوى العالم التي أنتجت أكبر عدد من أفراد الثروة الصافية العالية للغاية، على الرغم من حجمها الصغير نسبيًا. تشتهر INSEAD أيضًا في مجال ريادة الأعمال، حيث يُقدّر أن حوالي 50% من الخريجين سيؤسسون شركة في مرحلة ما من حياتهم المهنية. في عام 2023، حللت Pitchbook بيانات الاستثمار العالمي في رأس المال المغامر ووجدت أن INSEAD كانت في المرتبة الرابعة عالميًا من حيث رأس المال المجموع، وعدد المؤسسين، وعدد الشركات. أسس حوالي 800 خريج من المدرسة أكثر من 700 شركة، وجمعوا إجمالي 23 مليار دولار. حتى عام 2023، هيمنت الشركات التي أسسها خريجو جامعة هارفارد، جامعة ستانفورد وINSEAD على المراتب الأولى في قائمة Poets and Quants السنوية للشركات الناشئة الأكثر تمويلاً من قبل طلاب ماجستير إدارة الأعمال. في عام 2022، تم تصنيف INSEAD كأكبر جامعة في أوروبا في إنتاج الشركات الناشئة ذات القيمة المليارية. تشمل الشركات البارزة التي أسسها خريجو INSEAD Marshall Wace، Admiral Group، Wise، Nubank، مونجو دي بي ‏، AXIS Capital، Asklepios Kliniken، لوكسيتان ‏، Gorillas، Blablacar، Tudou، Light Chaser Animation Studios، ESR Group، dLocal، 99 (app) و بيزنس إنسايدر.

## تاريخها

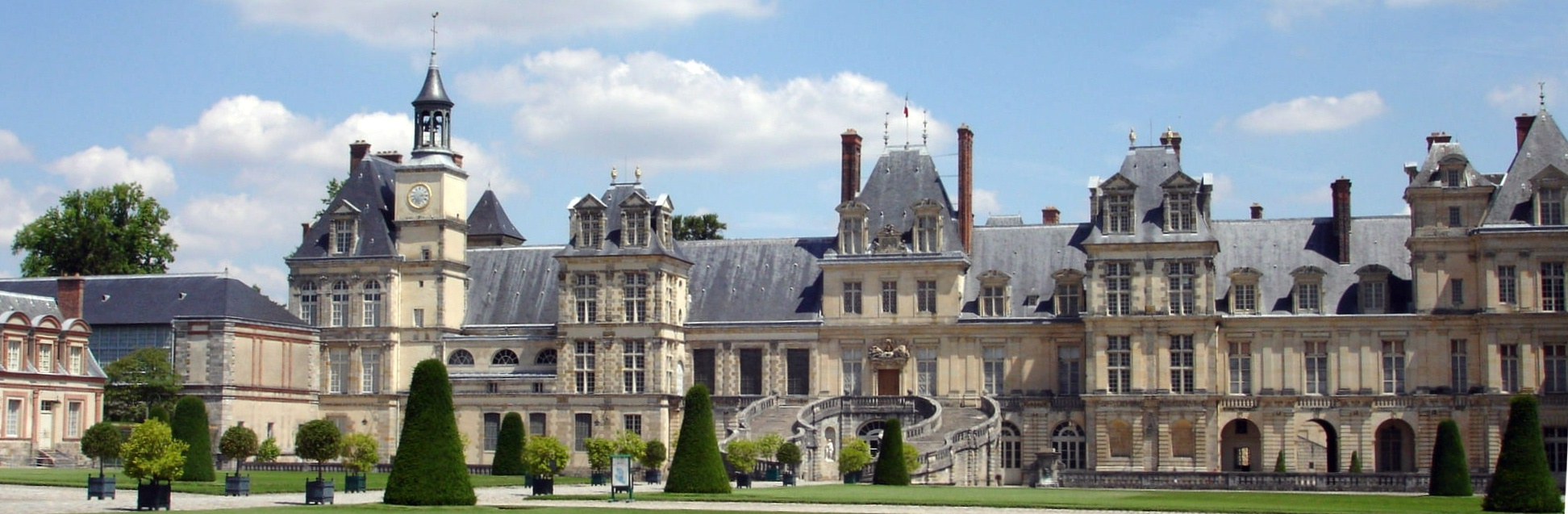
The Château de Fontainebleau

تأسس إنسياد في عام 1957 بواسطة الرأسمالي والبروفيسور في  هارفارد البروفيسور جورج دوريوت، جنبا إلى جنب مع كلود يانسن وأوليفييه جيسكار ديستان. التمويل الأساسي  تم توفيره من قبل غرفة تجارة بايس. و كانت المدرسة تقع بالأصل في شاتو دو فونتينبلو، قبل أن تنتقل إلى الحرم الجامعي الأوروبي في عام 1967. اسم إنسياد جاء من الفرنسية  كاختصار ل "Institut Européen d'Administration des Affaires" أو المعهد الأوروبي لإدارة الأعمال.

### التسلسل الزمني
- 1957: تأسيس إنسياد  [27]
- 1959: أول دفعة ماجستير في إدارة الأعمال  في فونتينبلو
- 1960: تخرج أول دفعة ماجستير في إدارة الأعمال [28]
- 1967: افتتاح المدرسة الأولى في الحرم الجامعي على حافة غابة فونتينبلو (ما يسمى الآن 'الحرم الجامعي الأوروبي')
- 1968: أول برنامج تعليمي تنفيذي
- 1971: إنشاء مركز التعليم المستمر الأوروبي CEDEP بجوار موقع إنسياد في فونتينبلو
- 1976: إطلاق صندوق خريجي إنسياد
- 1980: فتح مركز إنسياد اليورو وسط آسيوي في فونتينبلو
- 1983: برنامج ماجستير إدارة الأعمال البرنامج يبدأ بقبول دفعيتن بالعام (في كانون الثاني / يناير وأيلول / سبتمبر)
- 1987: إعلان شراكة بين  إنسياد و Fundação Dom Cabral
- 1989: إطلاق برنامج الدكتوراه
- 1995: إطلاق أول حملة تنموية لانسياد، [29] لجمع أموال للمنح الدراسية الدائمة والبحوث
- 2000: افتتاح حرم جامعي لانسياد في في سنغافورة 
[30]
- 2001: إعلان التحالف بين كلية إنسياد وكلية وارتون [31] وتبادل أول مشاركي ماجستير في إدارة الأعمال
- 2003: إطلاق برنامج ماجستير تنفيذي في إدارة الأعمال
- 2004: افتتاح Plessis Mornay Learning Space for Executive Education في الحرم الجامعي الأوروبي.
- 2007: إنسياد يفتتح مركزا في أبو ظبي للبحوث والتعليم التنفيذي؛ وإطلاق درجة مزدوجة في ماجستير إدارة الأعمال التنفيذية مع جامعة تسينغهوا في الصين[32]
- 2010: إنسياد يفتتح حرما جامعيا بالشرق الأوسط في أبوظبي
- 2012: إطلاق برنامج ماجستير متخصص في التمويل
- 2013: إطلاق اتفاقية تبادل ماجستير في إدارة الأعمال المشارك  مع CEIBS  [33]
- 2015: افتتاح مركز تنمية القادة في سنغافورة[34]

## المراكز
الحرم الجامعي الأصلي  (الحرم الجامعي الأوروبي) يقع في فونتينبلوبالقرب من باريس، فرنسا. ويقع  مركزإنسياد الثاني  (الحرم الجامعي الأسيوي) في منطقة بونا فيستا في عاصمة سنغافورة.  وأحدث حرم جامعي (الحرم الجامعي في الشرق الأوسط) يقع في أبو ظبي.
إنسياد رائدة في وضع مراكز متعددة لكلية إدارة الأعمال كوسيلة لزيادة الحضور العالمي وطبيعة هيئة التدريس والمناهج الدراسية. و مدرسة هارفارد للأعمال كدراسة الحالة، على سبيل المثال، تكشف نهجها في تعليم إدارة الأعمال في السياق العالمي وكيف يعمل مع مراكز متعددة.

## برامج الدرجات

### برنامج ماجستير في إدارة الأعمال
بإمكان المشاركين في برنامج الماجستير في إدارة الأعمال بالمعهد الأوروبي لإدارة الأعمال أن يأخذوا المقررات الأساسية لمركزي أوروبا وأو آسيا  (وكذلك بإلامكان مقررات اختيارية من برنامج ماجستير إدارة الأعمال الخاص بمركز الشرق الأوسط). وللكلية مقرراتها الأساسية بغض النظر عن الحرم الجامعي، وهناك هيئة التدريس الذين يقومون بالتدريس في كل من مركزي أوروبا وآسيا وكذلك هيئة التدريس دائمة في كل من الجامعات الثلاث الذين يعيشون ويعملون في المناطق المعنية.
إنسياد تقدم جدولين لماجستير إدارة الأعمال بالسنة،  يبدأ الأول في أيلول / سبتمبر ويستغرق عشرة أشهر والآخر في كانون الثاني / يناير ويستمر 12 شهرا للطلاب الذين يرغبون في إكمال التدريب الصيفي.
يحتوي ماجستير إدارة الأعمال على مقررات أساسية مطلوبة واختيارية. تغطي المقررات الأساسية  تخصصات الإدارة بما في ذلك المالية، الاقتصاد، السلوك التنظيمي، المحاسبة، أخلاقيات العمل، التسويق، الإحصاء، إدارة العمليات الدولية، التحليل السياسي، إدارة سلسلة الإمداد، القيادة واستراتيجية الشركات. وهناك 75 مقرر اختياري على العرض في مجالات مثل المحاسبة والمراقبة، مقرر العلوم الاقتصاد والعلوم السياسية، ريادة الأعمال والمؤسسة العائلية والمالية والتنظيمية، إستراتيجية التسويق، التكنولوجيا وإدارة العمليات. ويطلب من الطلاب أن يكونوا متحدثين بلغتين عند الدخول و 3 قبل التخرج.

### برنامج ماجستير في إدارة الأعمال التنفيذية
لانسياد برنامجي EMBA ماجستير في إدارة الأعمال التنفيذية.  ماجستير إدارة الأعمال التنفيذية العالمية (GEMBA), وتسينغهوا كلية إنسياد لإدارة الأعمال EMBA (TIEMBA) http://tsinghua.insead.edu/ كل من البرنامجين  يقدما درجة الماجستير- ويقدما بشكل جزئي من الوقت ومقررات منفصلة.
البرامج المكثفة التي تقدم لذوي الخبرة من رجال الأعمال خلال 14-17 شهرا على شكل مقررات في فترات (ما يقرب من ستة إلى سبعة أسابيع). تأخذ كل فترة  بين أسبوع إلى أسبوعين في الحرم الجامعي. بالنسبة لبرنامج  GEMBA وقت الحضور بالحرم الجامعي يمثل 12 أسبوعا بالمجمل للمشاركين الملتحقين بالثلاثة فروع (فونتينبلو، فرنسا، أبو ظبي، وسنغافورة). بالنسبة لبرنامج TIEMBA وقت الحضور في الحرم الجامعي يمثل 12 أسبوعا في المجموع للمشاركين بالتناوب بين مركز تسينغهوا في بكين، الصين http://www.tsinghua.edu.cn/ ، ومركز إنسياد في سنغافورة.

### الماجستير التنفيذي في التدريب والاستشارات من أجل التغيير
برنامج الماجستير التنفيذي في التدريب والاستشارات من أجل التغيير هو درجة ماجستير متخصصة. ويوفر أسس في برامج التشغيل الأساسية للسلوك البشري والديناميكيات الخفية للمنظمات. يعمل البرنامج على دمج الأعمال التجارية والتعليم مع مجموعة من التخصصات النفسية فيمكن المشاركين من فهم أنفسهم والآخرين بشكل أساسي، وتؤهلهم لتولي أدوار في المنظمات والتطوير الفردي  و التنظيمي وإدارة التغيير.

### برنامج الدكتوراه
دكتوراه  إدارة الأعمال هي درجة دكتوراه في إدارة الأعمال لإعداد الطلاب للحصول على مهنة في الأوساط الأكاديمية وتتطلب أربع إلى خمس سنوات من الدراسة بدوام كامل - أول سنتين مكرسة لدراسة مقررات، بينما الثالثة والرابعة (أو في بعض الأحيان الخامسة)  مخصصة للبحث والأطروحة. للطلاب الخيار ببدء دراستهم إما في آسيا (سنغافورة) أو أوروبا (فرنسا)،  و  التبادل في أمريكا الشمالية (الولايات المتحدة الأمريكية) من خلال إنسياد-كلية وارتون المتحالف معها. هناك  ثمانية تخصصات: المحاسبة، علوم اتخاذ القرار، ريادة الأعمال، التمويل، التسويق، السلوك التنظيمي، الاستراتيجية، والتكنولوجيا وإدارة العمليات. إنسياد تقدم زمالات، ويتلقى الطلاب منح دراسية وتمويل البحوث.

### ماجستير في التمويل
المعهد الأوروبي لإدارة الأعمال يقدم درجة الماجستير في العلوم المالية (MFin) حيث يتعلم المشاركون مهارات التمويل والمحاسبة على قدم المساواة مع تلك التي تدرس في برنامج ماجستير إدارة أعمال، مع مواد في القيادة والإدارة. يتم تقديم البرنامج في شكل مقررات على مدى أكثر من 20 شهرا لتمكين المهنيين من الدراسة مع استمرارهم في العمل. يلزم المشاركون أخذ إجازة من العمل لكل من ال 5 مقررات (2-3 أسابيع لكل منهم) لأخذ دروس في الحرم الجامعي، ومواصلة العمل في بقية الأوقات.

## التصنيفات والشهرة
يتبوأ إنسياد باستمرار بين المدارس التجارية الرائدة في العالم. واحتل برنامج انسياد للماجستير في إدارة الأعمال المرتبة الأولى عالميا من قبل الفاينانشل تاميز لمدة سنتين متتاليتين (في عام 2017 2016). و البرنامج المزدوج مع جامعة تسينغهوا   في إدارة الأعمال التنفيذية احتل أيضا المرتبة الأولى عالميا من قبل الفاينانشل تايمز، كما أن برنامجها الخاص بماجستير إدارة الأعمال التنفيذية احتل المركز السابع في نفس الترتيب.
و لانسياد ثاني أكبر عدد من خريجي الماجستير في إدارة الأعمال الذين يديرون  500 شركة عالمية حسب فايننشال تايمز، والتي تعتبرمن أكبر الشركات في العالم من حيث القيمة السوقية 